# Demonax longicollis
Demonax longicollis är en skalbaggsart som beskrevs av Heller 1916. Demonax longicollis ingår i släktet Demonax och familjen långhorningar.
Artens utbredningsområde är Filippinerna. Inga underarter finns listade i Catalogue of Life.